# 圖爾巴河
50°6′56″N 9°52′31.28″E / 50.11556°N 9.8753556°E

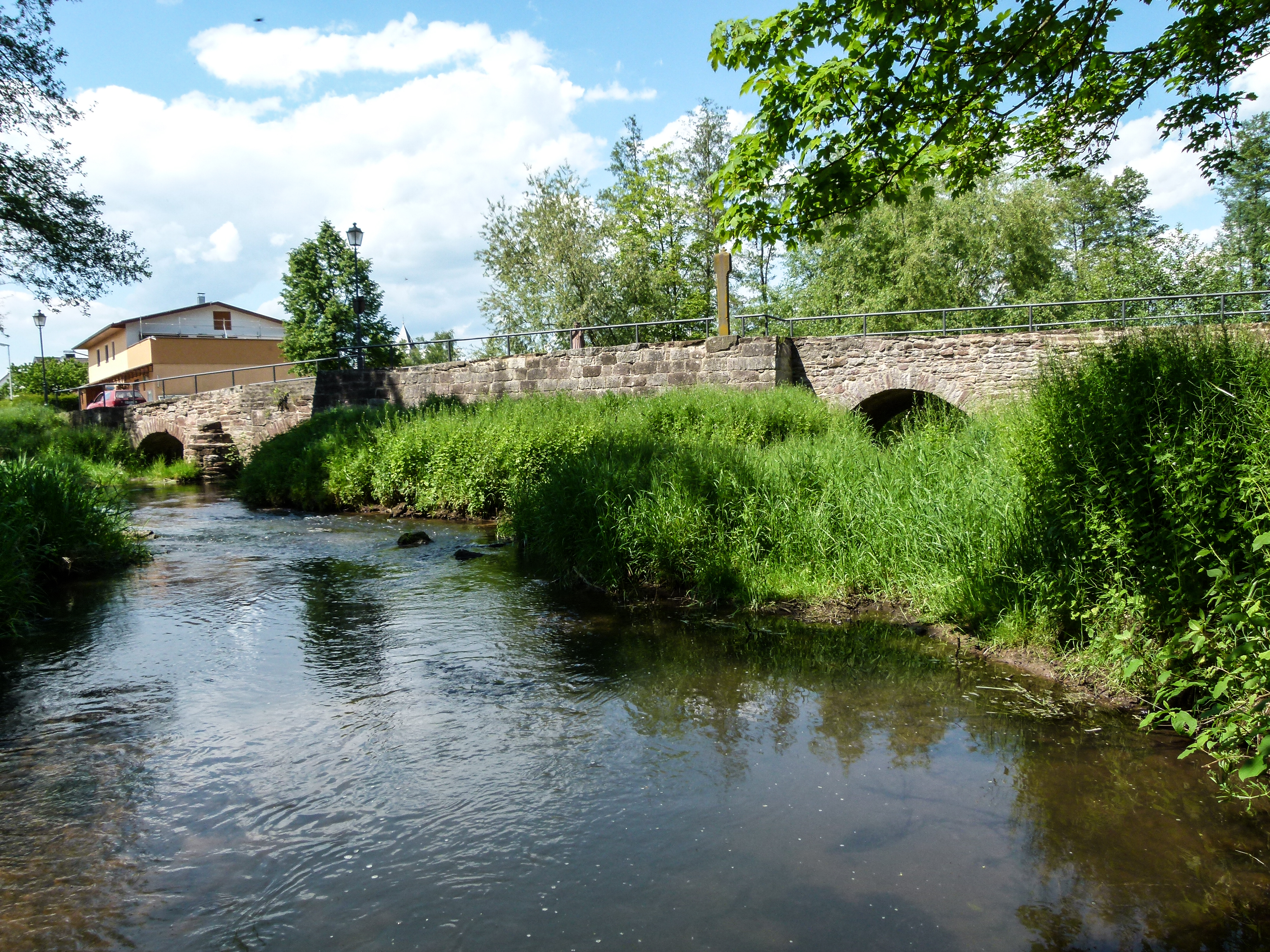

圖爾巴河（德語：Thulba），是德國的河流，位於該國東南部，由巴伐利亞負責管轄，屬於法蘭克尼亞薩勒河的右支流，河道全長27.2公里，流域面積140.5平方公里，河口處在哈默爾堡附近。